# Turnul din Pisa (film din 2002)
Turnul din Pisa este un film românesc din anul 2002, regizat de Șerban Marinescu. Rolurile principale sunt interpretate de Ioana Flora, Gheorghe Dinică, Dorel Vișan și Valentin Uritescu.

## Distribuție
- Ioana Flora — Ioana, studentă la Conservator, mireasa
- Gheorghe Dinică — lăutarul Gigi, hoț de benzină
- Dorel Vișan —	lăutarul „Părintele” Dorel, hoț de benzină
- Valentin Uritescu — lăutarul Vali, hoț de benzină
- Gheorghe Visu — banditul Ștefan, devenit miliardar
- Mihai Mălaimare — Mihai Sandu, directorul închisorii
- Marius Stănescu — Octavian Chisăliță, consilierul lui Ștefan
- Mitică Popescu — ofițerul de poliție („colonelul”)
- Ion Fiscuteanu — nașul de la nuntă
- Constantin Dinulescu — judecătorul
- Șerban Pavlu — Valentin, student la Conservator, mirele
- Marius Florea Vizante — Dodo Ghergulescu, student la Conservator, răpitorul miresei
- Emil Hoștină — Radu Florescu, banditul ucis de Ioana
- Mihai Răzuș — Virgil, răpitorul miresei
- Eduard Dumitru — Dan, răpitorul miresei
- Dan Chișu — Tudor Popescu, producător TV din străinătate
- Tudorel Filimon — procurorul
- Ovidiu Ghiniță — magicianul
- Valentin Popescu — Elvis, pușcăriașul cu haine de piele
- Constantin Drăgănescu
- Nelu Ploieșteanu — acordeonist
- Mihai Barangă
- Andi Vasluianu (menționat Andrei Vasluianu)
- Dan Morariu
- Marinela Salan — soția nașului
- Mirona Nesfântu
- George Stancu
- Carmelo Cristea
- Mihai Mălaimare Jr.
- Marian Rădulescu — lăutar
- Leonard Nicolae — lăutar
- George Pătrașcu